# Кир'яківська сільська рада
Кир'я́ківська сільська́ ра́да — адміністративно-територіальна одиниця та орган місцевого самоврядування в Миколаївському районі Миколаївської області. Адміністративний центр — село Кир'яківка.

## Загальні відомості
- Населення ради: 2 004 особи (станом на 2001 рік)

## Населені пункти
Сільській раді були підпорядковані населені пункти:
- с. Кир'яківка
- с. Кам'яна Балка
- с. Петрово-Солониха

## Склад ради
Рада складалася з 16 депутатів та голови.
- Голова ради: Капля Тетяна Михайлівна
- Секретар ради: Довголюк Валентина Анатоліївна

### Керівний склад попередніх скликань
| Прізвище, ім'я, по батькові | Основні відомості                                                         | Дата обрання | Дата звільнення |
| --------------------------- | ------------------------------------------------------------------------- | ------------ | --------------- |
| Капля Тетяна Михайлівна     | Сільський голова, 1960 року народження, освіта вища, позапартійна         | 26.03.2006   | 31.10.2010      |
| Капля Тетяна Михайлівна     | Сільський голова, 1960 року народження, освіта вища, член Партії регіонів | 31.10.2010   |                 |

Примітка: таблиця складена за даними сайту Верховної Ради України

### Депутати
За результатами місцевих виборів 2010 року депутатами ради стали:

#### За суб'єктами висування
| Суб'єкт висування                 | Кількість обраних депутатів | %    |
| --------------------------------- | --------------------------- | ---- |
| Самовисування                     | 7                           | 43,8 |
| Партія регіонів                   | 6                           | 37,5 |
| Політична партія «Сильна Україна» | 2                           | 12,5 |
| Комуністична партія України       | 1                           | 6,3  |

#### За округами
| № округу                          | Прізвище, ім'я, по батькові      | Дата визнання обраним | Освіта             | Партійна приналежність                  | Відомості про обраного депутата                                    |
| --------------------------------- | -------------------------------- | --------------------- | ------------------ | --------------------------------------- | ------------------------------------------------------------------ |
| Комуністична партія України       |                                  |                       |                    |                                         |                                                                    |
| 14                                | Омелькіна Світлана Олександрівна | 01.11.2010            | середня спеціальна | позапартійна                            | тимчасово не працює                                                |
| Партія регіонів                   |                                  |                       |                    |                                         |                                                                    |
| 2                                 | Гарагуля Алла Вікторівна         | 01.11.2010            | вища               | позапартійна                            | П-Солониська загальноосвітня школа І-ІІ ст., дирек-тор             |
| 6                                 | Драненко Тетяна Валеріївна       | 01.11.2010            | вища               | позапартійна                            | Кир'яківська сільська рада, землев-поряд-ник                       |
| 7                                 | Соколенко Любов Володимирівна    | 01.11.2010            | вища               | позапартійна                            | Кир'яківський дитячий садок «Малятко», завіду-вач                  |
| 8                                 | Клімова Олена Олександрівна      | 01.11.2010            | вища               | позапартійна                            | Кир'яківський дитячий садок «Малятко», помічник вихователя         |
| 9                                 | Белікова Антоніна Григоріївна    | 01.11.2010            | середня спеціальна | позапартійна                            | тимчасово не працює                                                |
| 10                                | Кулєшова Людмила Миколаївна      | 26.12.2010            | незакінчена вища   | член Партії регіонів                    | приватний підприємець                                              |
| Політична партія «Сильна Україна» |                                  |                       |                    |                                         |                                                                    |
| 4                                 | Довголюк Валентина Анатоліївна   | 01.11.2010            | вища               | позапартійна                            | Кир'яківська сільська рада, секретар                               |
| 13                                | Дамаскін Вплерій Юрійович        | 01.11.2010            | вища               | член Політичної партії «Сильна Україна» | МВС України Миколаївської обл., охоронець                          |
| Самовисування                     |                                  |                       |                    |                                         |                                                                    |
| 1                                 | Тузко Любов Степанівна           | 01.11.2010            | вища               | позапартійна                            | Кир'яківська лікарняна амбулаторія, головний лікар                 |
| 3                                 | Романова Олена Борисівна         | 01.11.2010            | вища               | позапартійна                            | підприємець                                                        |
| 5                                 | Драненко Тетяна Миколаївна       | 01.11.2010            | вища               | позапартійна                            | Територіальний центр в Миколаївському р-ні, соціаль-ний праців-ник |
| 11                                | Чорноморець Тамара Олександрівна | 01.11.2010            | середня спеціальна | позапартійна                            | Миколаївський обл. ТУБ диспансер, медична сестра                   |
| 12                                | Задніпровський Анатолій Наумович | 01.11.2010            | середня            | член Комуністичної партії України       | пенсіонер                                                          |
| 15                                | Дунай Зоя Тихонівна              | 01.11.2010            | середня спеціальна | позапартійна                            | П-СолониськийСК, завідувач                                         |
| 16                                | Ханенко Анастасія Сергіївна      | 01.11.2010            | середня спеціальна | позапартійна                            | П-Солониська загальноосвітня школа І-ІІ ст., вчитель музики        |